# Mario Party 2
Mario Party 2 é um jogo eletrônico desenvolvido pela Hudson Soft e publicado pela Nintendo para o Nintendo 64. Foi o segundo jogo da Franquia Mario Party e foi lançado no Japão no final de 1999 e em 2000 no resto do mundo.
Sendo uma sequencia direta do Mario Party original, o jogo contem 6 personagens jogáveis mantendo o mesmo objetivo de saber quem seria a "Super Estrela", e quem derrotará o Bowser, passando por vários tabuleiros e mini games, podendo ser jogado tanto sozinho, como com amigos em seu modo multiplayer.
Mario Party 2 foi o primeiro jogo da franquia a ser lançado para o Virtual Console do WII em 2010 e futuramente foi lançado no Virtual console do WII U. e foi relançado para o Nintendo Switch, no seu serviço online Nintendo 64 - Nintendo Switch Online: Expansion Pack. Ja alguns conteúdos presentes no Mario Party 2 foram relançados no Mario Party: The Top 100 para o Nintendo 3DS e o Mario Party Superstars para o Nintendo Switch. No Brasil, o jogo foi lançado pela Playtronic quando a Nintendo e a Gradiente tiveram uma parceria de lançarem os jogos no pais. As capas, o manual e o cartucho foram traduzidos, o jogo em si não foi traduzido.

## Jogabilidade
Mario Party 2 segue a mesma premissa do seu antecessor, mantendo a quantidade de personagens e seus personagens em si. A grande diferença esta nos tabuleiros e nos mini games que estão disponíveis para serem jogados.
Na história do jogo, Mario e seus amigos criam um mundo inspirado nos sonhos que os personagens tiveram e entram em um debate sobre o nome do novo mundo ate que  Bowser chega e toma terra criada pelos personagens, com isso Toad resolve chamar esse mundo de "Super Estrela" e com o foco em derrotar o Bowser, eles vão decidir quem é o melhor entre eles, quem seria a "Super Estrela". A jogabilidade é apresentada na forma de um jogo de tabuleiro tradicional, mas se baseia no que foi visto no seu antecessor, incluindo 6 mapas de tabuleiro temáticos (sendo 5 jogáveis de inicio e 1 disponível posteriormente no jogo). Mario Party 2 inclui um modo multijogador, onde cada jogo em um mapa de tabuleiro consiste em quatro jogadores, incluindo pelo menos um jogador humano e até quatro. Esse tipo de jogabilidade se mantem a mesma vista no antecessor, sendo as customizações que podem ser feitas:
- Qualquer personagem que não será controlado por um jogador humano será controlado pela CPU: [8]

- A dificuldade da CPU poderá ser customizado entre Fácil, Médio e Difícil: [8]
- A duração do mapa do jogo pode ser mudada entre 20, 35 e 50 turnos: [8]

O foco do jogo e conseguir a maior quantidade de estrelas pelos turnos disponíveis no jogo, sendo que depois dos personagens terem jogado uma vez no tabuleiro, um dos 65 mini games disponíveis no jogo será selecionado para serem jogado. A ordem de definição entre qual mini game será escolhido dependerá das casas que os jogadores cairam, podendo acionar mini games todos contra todos, 1 contra 3 e 2 contra 2. O vencedor desses mini games ganharão 10 moedas.
Toda vez que uma estrela é comprada, o Toad se moverá para um local diferente no tabuleiro. O tabuleiro e as cores deles se mantem a mesma disponível no antecessor,  Os jogadores iniciam seu turno lançando um bloco de dados que determina quantas casas ele avançará no tabuleiro, variando de uma a dez casas. Essas casas pode variar entre cores Azul, Vermelhos, Verdes, sendo:
- Espaços Azul o jogador ganha 3 moedas;* [8]
- Espaços Vermelhos o jogador perde 3 moedas;* [8]
- Espaços Vermelhos com a marca do Bowser atrapalham o jogo do jogador
- Espaços Verdes colocam eventos que mudam a forma de jogar, desde eventos que mudam a forma de jogar o tabuleiro (Espaços "?") ou acionar algum mini game antes da hora (Espaços"!" para jogadores que específicos ou Espaços "raios" para todos os jogadores). ou depositar 5 moedas no "Banco do Koopa ou em raras ocasiões, sacar o dinheiro depositado (Espaços "Saco de Dinheiro")[8]
- Espaços Verdes marcados com um bau do tesouso serve para comprar itens que podem ser usados no jogo.[8]
- Caso dois jogadores caiam na mesma casa, um mini game de Duelo será iniciado entre esses jogadores.[10] Esse duelo pode começar antes dos 5 turnos finais (caso algum jogador tenha um item especifico para isso) ou durante esses 5 turnos finais.

*A quantidade de moedas é aumentada para seis durante os cinco turnos finais.
Os jogadores podem obter itens para usar no tabuleiro e cada um pode carregar um de cada vez podendo ser usado antes de girar o dado, podendo ajudar o jogador. Além de Toad, Baby Bowser e Boo também aparecem no mapa:
- Baby Bowser pegará cinco moedas de qualquer personagem que passar por ele.[8] Um Item pode transformará automaticamente Baby Bowser em Bowser no final do turno em que foi recebido. Quando isso ocorrer, Bowser acertará três blocos de dados e se moverá com base no numero que o dado caiu. Qualquer personagem no caminho de Bowser perderá todas as suas moedas.[11]
- Boo pode roubar moedas ou uma estrela de outro jogador em nome de qualquer jogador que passar por ele. Se um jogador for alvo de suas moedas, ele poderá limitar a quantidade de moedas que Boo rouba tocando repetidamente no botão A.[8]

Após o término do último turno, são anunciados os vencedores de três prêmios, sendo que cada vencedor recebe uma Estrela adicional; os dois primeiros prêmios são concedidos ao(s) jogador(es) que coletaram mais moedas nos mini games e ao longo do jogo do mapa de tabuleiro, e o terceiro é concedido ao(s) jogador(es) que acertaram mais "?" espaços. O vencedor do jogo e considerado uma "Super Estrela", sendo determinado pelo número total de moedas e estrelas coletadas por cada jogador. Se dois ou mais personagens adquirirem a mesma quantidade de moedas e estrelas, o vencedor será determinado lançando um bloco de dados. Se o jogador alternar a configuração "Sem Bônus" antes do início do jogo, os blocos ocultos serão omitidos do tabuleiro e os prêmios extras não serão apresentados no final do jogo.

### Outros Modos de Jogo
O menu principal do jogo inclui:
- Coin Box: Area onde as moedas conquistadas durante o jogo são depositadas.
- Tree Woody: Local onde se compra mini games.
- Mini Game Stadium: Focado no multiplayer, 4 jogadores competem num tabuleiro apenas nos espaços azuis e vermelhos, o vencedor e definido por aquele que vencer a maior quantidade de mini games.
- Mini Games Coaster: Um jogador joga cada mini games, tendo 3 vidas e progride através de um mapa onde poderá salva seu progresso e retomar ele caso falhe e perca as 3 vidas. Se o jogador completar todos os minijogos no Mini-Game Coaster, um minijogo bônus será desbloqueado.[13]

## Desenvolvimento e lançamento
O desenvolvimento teria começado em meados de julho de 1999, vários meses após o lançamento do jogo Mario Party original. Uma demo do jogo foi revelada no Nintendo Space World em agosto de 1999. O jogo estava 70% completo naquele momento. Minijogos que envolvem girar o manípulo de controle, como no Mario Party original, não estão presentes nesta edição devido a possíveis lesões, como bolhas, por girar o manípulo muito rapidamente; isso foi objeto de ação judicial no caso do primeiro jogo.
No Japão, Mario Party 2 foi lançado para Nintendo 64 em 17 de dezembro de 1999. Foi lançado nos EUA no mês seguinte, em 24 de janeiro de 2000. No Brasil, foi lançado em algum momento em 2000 pela Gradiente. não há informações sobre a data de lançamento, apesar de ter caixa, manual e o cartucho localizados. Já o jogo em si não foi traduzido.
Mario Party 2 foi o primeiro jogo da franquia a ser relançado, no caso seu relançamento para o Virtual Console do Wii Em 22 de dezembro de 2016 foi relançado como um jogo Virtual Console para Wii U. O jogo foi relançado em 2 de novembro de 2022, através do serviço Nintendo Switch Online .

## Recepção
Mario Party 2 recebeu criticas muito boas, a IGN deu nota 7.9/10 apesar de dizer ser mais do mesmo visto no seu antecessor, Ja a Gamespot disse que o jogo tem muito mais valor de repetição do que o jogo anterior. Ele também elogiou a variedade de minijogos e escreveu "até o pior dos minijogos é suportável".
Antigamente, a Nintendo tinha algumas revistas especializadas nos produtos delas, a Nintendo Power deu nota 8/10 e a Nintendo Official Magazine deu a porcentagem 91% pro jogo, a N64 Magazine deu 87% pro jogo.
Ja no seu relançamento para o Nintendo Wii a IGN deu nota 8/10 destacando o fato do jogo ser um "Mario Party" como o Mario Party 8. Ja a Nintendo Official Magazine deu 81% de aprovação, sendo "um dos melhores multiplayer para o Virtual Console"
Ja o Relançamento para o Nintendo Switch, a NintendoLife deu nota 8/10 destaçando o multiplayer e a acessibilidade para todas as idades